# الحدق (رفحاء)
الحدق قرية ومركز إداري من فئة (ب) تابع لمحافظة رفحاء بمنطقة الحدود الشمالية في السعودية.